# Полянец
Полянец (болг. Полянец) — село в Болгарии. Находится в Кырджалийской области, входит в общину Джебел. Население составляет 134 человека.

## Политическая ситуация
В местном кметстве Душинково, в состав которого входит Полянец, должность кмета (старосты) исполняет Фикри Тасим Мустафа (Движение за права и свободы (ДПС)) по результатам выборов правления кметства.
Кмет (мэр) общины Джебел — Бахри Реджеб Юмер (Движение за права и свободы (ДПС)) по результатам выборов в правление общины.